# Hiroto
Cette page contient des caractères spéciaux ou non latins. S’ils s’affichent mal (▯, ?, etc.), consultez la page d’aide Unicode.
Hiroto (ひろと)  est un nom personnel (prénom) japonais masculin. C'est un prénom courant ; en 2010, il était le deuxième prénom masculin le plus donné au Japon et en 2013 le premier. Il s’écrit en kanjis ou en katakanas (ヒロト).

## En kanjis
Ce prénom s’écrit entre autres sous les formes suivantes :
- 大翔 : grand, voler haut ;
- 洋人 : océan, homme ;
- 博人 : vaste/grand, homme ;
- 博土 : vaste/grand, sol/terre ;
- 啓人 : éclairé, homme ;
- 弘人 : immense, homme ;
- 浩人 : très grand, homme.

## Personnes célèbres
- Hiroto (ヒロト) est un membre du groupe de visual kei Alice Nine.
- Hiroto Kōmoto (甲本浩人?, plus souvent écrit 甲本ヒロト) est chanteur dans les groupes de rock japonais The Blue Hearts, The High-Lows (en) et The Cro-Magnons (en).
- Hiroto Mogi (茂木弘人) est un footballeur japonais.
- Hiroto Muraoka (村岡博人) est un footballeur japonais.
- Hiroto Nakayama est un des acteurs principaux du film Marronnier.
- Hiroto Ohhara (大原洋人) est un surfeur professionnel japonais.
- Hiroto Wakita (脇田洋人) est un catcheur japonais.

## Dans les œuvres de fictions
- Hiroto Kazama est un des personnages principaux du manga Kilari.
- Hiroto Kurogane est le protagoniste du manga Kurogane.
- Hiroto Kiyama est un des personnages principaux du manga Inazuma Eleven.
- Hiroto Maehara est un personnage du manga Assassination Classroom.